# Morinowotome itoi
Morinowotome itoi är en tvåvingeart som beskrevs av Valery Korneyev 1997. Morinowotome itoi ingår i släktet Morinowotome och familjen borrflugor. Inga underarter finns listade i Catalogue of Life.